# Církevní slovanština
Církevní slovanština je liturgický a literární jazyk používaný slovanskými pravoslavnými a řeckokatolickými církvemi; zapisuje se cyrilicí. Není jednotným jazykem, užívá se v několika tzv. redakcích.
V současné češtině je „církevní slovanština“ standardní označení pro nejstarší slovanský jazyk dochovaný v textech z 10. a 11. stol., který měl status odpovídající dnes jazyku spisovnému. Do 80. let 19. století neměla čeština pro tento jazyk obecně přijímané pojmenování. Vznik označení „církevní slovanština“ je třeba vidět v širších souvislostech. Na žádost velkomoravského knížete Rostislava (Rastislava) o misii vytvořili ještě před misií bratři Konstantin (pozdějším mnišským jménem Cyril) a Metoděj, rodilí Řekové ze Soluně, staroslověnštinu. Jazyk vytvořili pro svou misijní a vzdělávací činnost na Velké Moravě, kam přišli roku 863. Velkolepé užití místně srozumitelného slovanského liturgického jazyka a brzy i šíře spisovného, literárního jazyka bylo severně od Alp v evropském rozměru zahájeno právě na moravské půdě. Vznikly zde překlady biblických textů, liturgických, právních a jiných textů i originální (nepřeložené) skladby básnické a legendární, kázání atp. Odtud se pak jako mladší církevní slovanština rozšířil jazyk (a literatura jím psaná) na více než jedno tisíciletí po celé východní Evropě. Po 11. století se pro tento spisovný jazyk užívá názvu „církevní slovanština“ (různých tzv. redakcí: ruské, charvátské, srbské; na bulharské půdě se tradičně označuje jako „střední bulharština“).

## Vývoj
Vyvinul se ze staroslověnštiny (staré církevní slovanštiny) úpravou pravopisu, výslovnosti a náhradou části lexika. Během existence tzv. Trnovské školy byly do jazyka prosazovány četné reformy, na základě kterých se potom znovu přeložily početné náboženské knihy, aby se tak zabránilo nepřesným výkladům náboženských knih a skutečností (což bylo základem pro šíření různých forem hereze).
Původně jednotný jazyk se rozrůznil vznikem různých redakcí, protože byl používán v různých navzájem oddělených centrech. Tyto rozdíly zajistily hlavně to, aby byl jazyk dobře srozumitelný pro mluvčí daného konkrétního slovanského jazyka, kterým se na daném území mluvilo, jednotlivé redakce církevní slovanštiny jsou si vzájemně srozumitelné.[zdroj?]
Po dobytí Bulharska Osmanskou říší odešli tamní vzdělanci do Valašska a Ruska, kde se snažili pokračovat ve své práci. V této době tak lze vysledovat významný vliv bulharské redakce v pravoslavném prostoru.
Je však přirozené, že jazyk upravovaný lidmi, kteří dobře ovládali bulharštinu, nezůstane ve východoslovanském prostředí beze změn. Jako jeden z nejstarších jazyků používaných v prostředí Ukrajiny, prošla církevní slovanština řadou drobných úprav. Například v Rusku se objevily tendence používat v jazyce některé koncovky ruských pádů (např. instrumentál), ruské časování (hlavně ve třetí osobě zakončení na tь), odstraněny byly nosovky aj. V církevní slovanštině se lze setkat s původní slovanskou hláskou jať (zapisovanou ѣ), která se v různých slovanských jazycích nakonec realizovala různými způsoby.

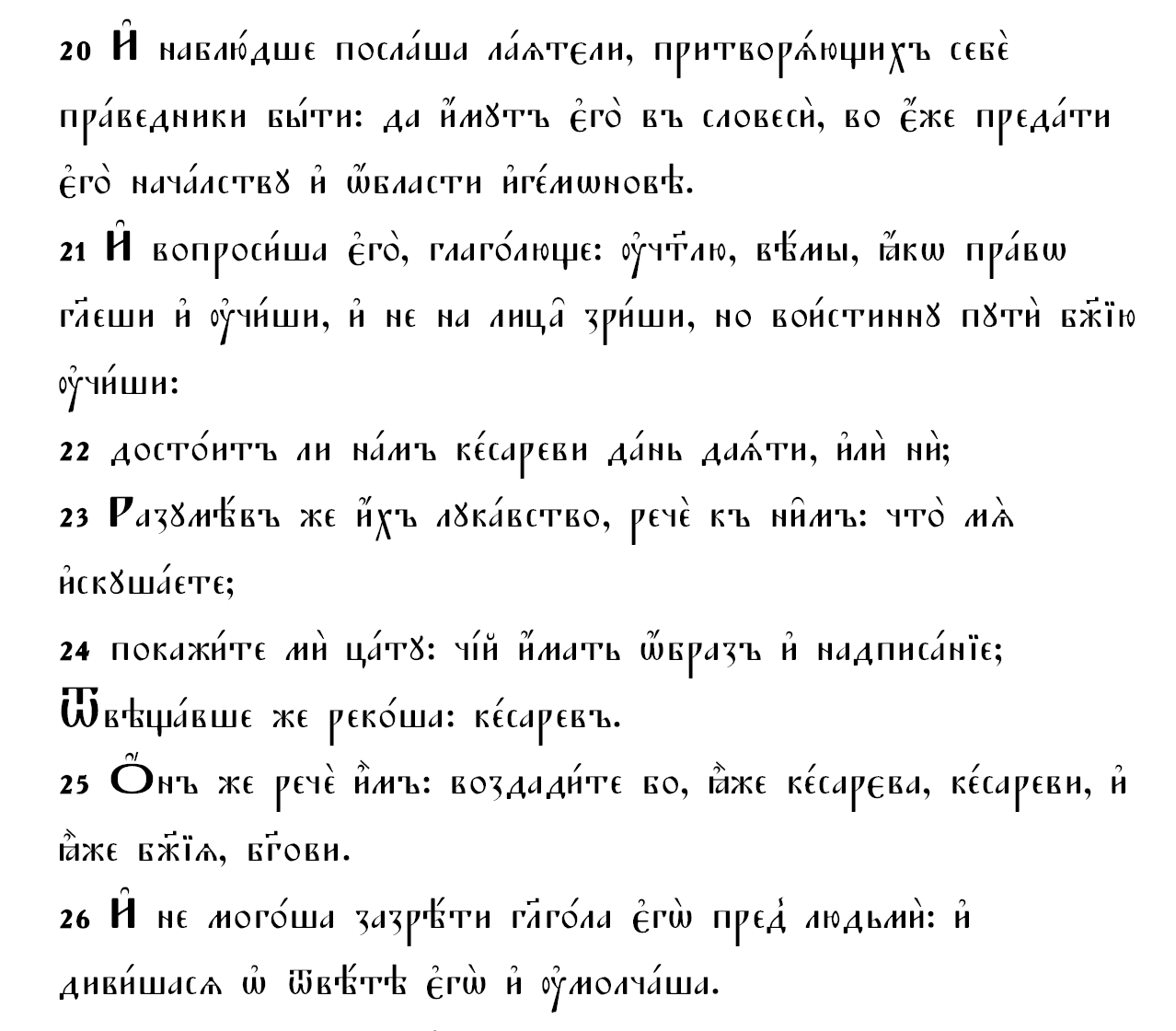
Ukázka církevní slovanštiny v ruské redakci

Až do novověku, kdy vznikly spisovné formy národních jazyků, představovala církevní slovanština nejdůležitější literární, popř. úřední jazyk, hlavně v zemích východních Slovanů. Zejména ruština má z církevní slovanštiny množství výpůjček. Kromě církevní slovanštiny byl v Rusku užíván rovněž jazyk lidový – mezi těmito jazyky vznikala celá řada přechodných forem. V jihoslovanských zemích po nástupu Osmanské říše došlo k úpadku kultury i písemnictví a dominovat začala turečtina a řečtina. Církevní slovanština se používala pouze v klášterech.
V Srbsku platila církevní slovanština za jazyk církve a vzdělanosti až do období nástupu reforem Vuka Karadžiće. Ještě předtím však posloužila jako základ pro konstrukce různých jiných jazyků, jakými byly například slavenosrbský nebo ruskoslovanský.
Postupem času získala dominantní postavení ruská redakce církevní slovanštiny. (Hlavně proto, že během turecké nadvlády nad jihovýchodní Evropou byly dováženy knihy z Ruska a ruský jazyk silně ovlivnil tehdejší jazykové procesy v zemích, jakými byly Bulharsko či Srbsko.) Církevněslovanský jazyk je v současnosti jazykem v běžném užití vymřelý, nicméně stále jej používá řada církví, především v jihovýchodní a východní Evropě.
Do církevní slovanštiny, která sloužila jako společný jazyk Srbů, Rusů a Bulharů, se překládaly mnohé náboženské texty, hlavně z tehdejší řečtiny. Například do bulharské literatury patří tzv. damaskiny, které byly sepsány právě v církevní slovanštině. Úroveň srozumitelnosti řeči prostému lidu postupem času klesala s tím, jak pokračoval přirozený vývoj lidových jazyků.